# 謝景
謝 景（しゃ けい、生没年不詳）は、中国三国時代の呉の官員。字は叔発。荊州南陽郡宛県の出身。

## 生涯
年若い頃には不遇な境遇であったが、すぐれた人物鑑識を持つ張承に見いだされ、彭城郡の蔡款とともに抜擢されたという。
黄龍元年（229年）、孫権が皇帝に即位し、孫登が皇太子になると、太子四友（諸葛恪・張休・顧譚・陳表）とともに、謝景・范慎・刁玄・羊衜も同時期に賓客として孫登に仕えた。この頃、魏の劉廙が礼より刑罰を重んじるよう主張していた。謝景はその議論に賛同していたが、陸遜がこれを批判した。
後に豫章太守に遷された。歴代の豫章太守を務めた人物の中で、地元の人の評価は顧邵に次ぐものであったという。赤烏4年（241年）、孫登の死の際には、悲しみのあまり太守の職を捨てて喪に赴き、上奏して自らを弾劾した。孫権は使者を遣わして、謝景に慰めの言葉を送った。謝景を罪に問わず原職への復帰を許して、任地に帰させた。数年後、在官のまま死去した。